# Élections au Parlement basque de 1984
Les élections au Parlement basque de 1984 (en basque : 1984ko Eusko Legebiltzarrerako hauteskundeak, en espagnol : Elecciones al Parlamento Vasco de 1984) se tiennent le dimanche 26 février 1984 afin d'élire les 75 députés de la IIe législature du Parlement basque pour un mandat de quatre ans.
Le scrutin est marqué par une importante hausse de la participation dans un récent contexte d'assassinats politiques.
Les résultats voient le Parti nationaliste du président du gouvernement Carlos Garaikoetxea échouer à conquérir la majorité absolue, contrairement à ce qu’envisageaient les sondages, du fait de l'augmentation du nombre total de députés et de la forte affluence aux urnes. Celle-ci favorise en effet le Parti socialiste et la Coalition populaire, tandis que la stagnation d'Herri Batasuna et Euskadiko Ezkerra conduit à une diminution de leur représentation dans un Parlement élargi de 15 sièges.
Plus de six semaines après la tenue des élections, Carlos Garaikoetxea est investi pour un deuxième mandat au deuxième tour de scrutin avec le seul soutien des députés du Parti nationaliste.

## Contexte
Les élections régionales du 9 mars 1980, organisées quelques semaines après l'entrée en vigueur du statut d'autonomie, sont marquées par une importante abstention. Elles voient une large victoire des partis nationalistes et un net recul des partis à implantation nationale par rapport aux précédentes élections générales, en 1979. À lui seul, le Parti nationaliste basque remporte 25 députés, ce qui lui garantit une majorité absolue de facto puisque Herri Batasuna n'a pas l'intention d'occuper ses 11 sièges de parlementaire. Le président sortant du gouvernement autonome provisoire, Carlos Garaikoetxea est investi un mois plus tard lehendakari par le Parlement avec les seules voix du Parti nationaliste, ayant refusé préalablement de former une coalition gouvernementale.
Le Parlement adopte le 2 décembre 1983 la loi électorale, qui prévoit une hausse du nombre total de députés de 60 à 75. Considérant cette augmentation du nombre de sièges injustifiée, le Parti socialiste s'y oppose.

## Mode de scrutin

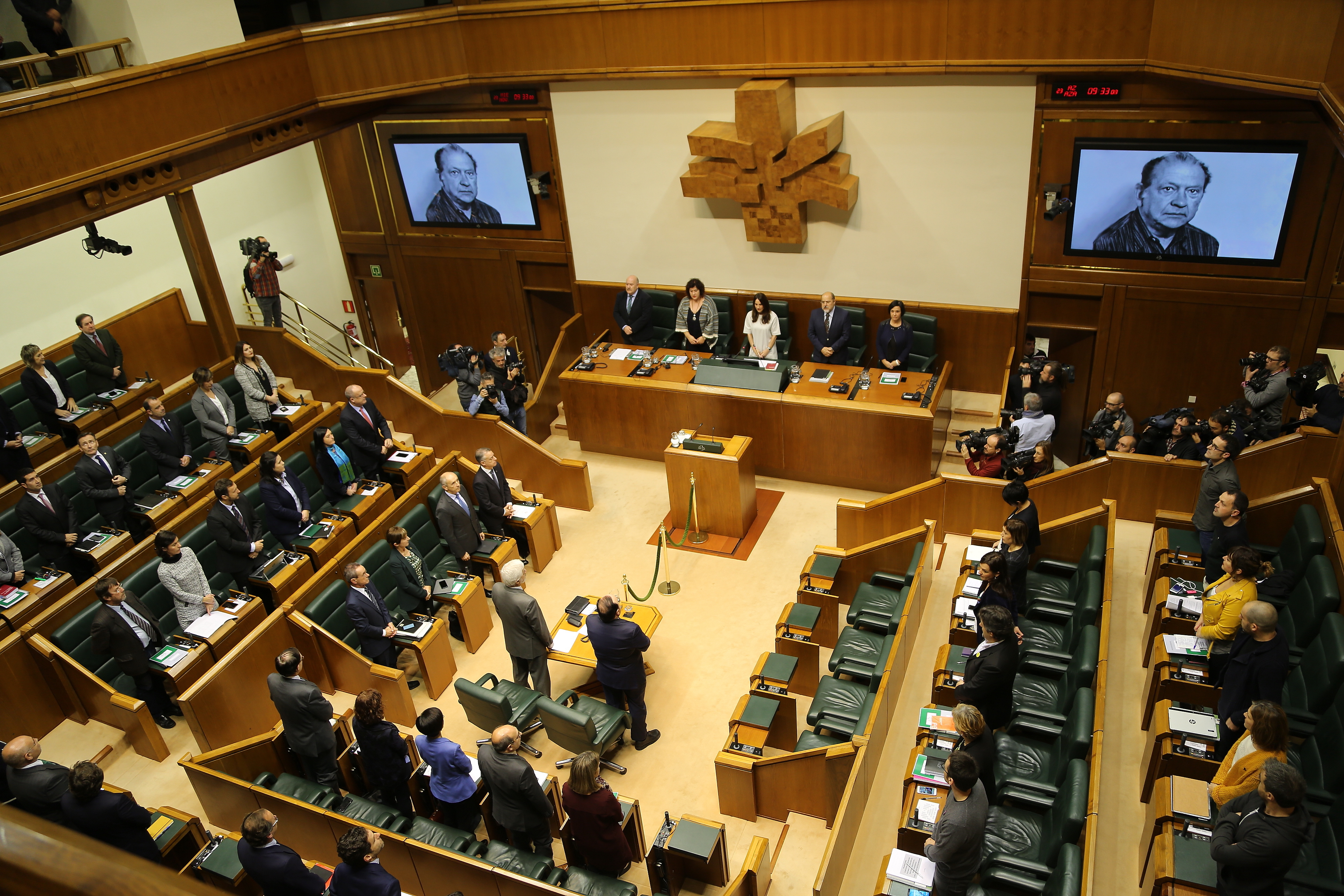
Salle des séances du Parlement basque.

Le Parlement basque (Eusko Legebiltzarra, Parlamento Vasco) est l'assemblée législative monocamérale de la communauté autonome du Pays basque. Il est constitué de 75 députés (diputatuak) élu pour une législature de quatre ans au suffrage universel direct selon les règles du scrutin proportionnel d'Hondt par l'ensemble des personnes résidant dans la communauté autonome où résidant momentanément à l'extérieur de celle-ci, si elles en font la demande.

### Nombre de députés
L'article 26 du statut d'autonomie de 1979 dit « de Guernica » dispose que le Parlement sera composé d'un nombre égal de députés représentant les territoires historiques — l'Alava, le Guipuscoa et la Biscaye — et élu pour une période de quatre ans. En vertu de l'article 9 de la loi 28/1983 relative aux élections au Parlement basque, le nombre de députés par circonscription est fixé à 25, ce qui établit la composition de l'hémicycle parlementaire à 75 parlementaires.
| Circonscriptions | Députés | Carte                        |
| ---------------- | ------- | ---------------------------- |
| Alava            | 25      | Députés par circonscription. |
| Biscaye          | 25      | Députés par circonscription. |
| Guipuscoa        | 25      | Députés par circonscription. |

### Convocation et candidatures
Conformément aux articles 45 et 46 de la loi électorale 28/1983, les élections sont convoquées par le président du gouvernement basque au moyen d'un décret qui fixe la date du scrutin. Celui-ci doit intervenir entre 36 et 45 jours après la publication du décret au Journal officiel (Boletín Oficial del País Vasco, BOPV),.
Peuvent présenter des candidatures : 
- les partis, associations et fédérations politiques inscrits au registre des associations politiques du ministère de l'Intérieur ;
- les coalitions électorales formées par les entités précitées ;
- les groupes d'électeurs, à la condition d'avoir réuni les parrainages d'au moins 500 électeurs de la circonscription électorale concernée[12].

Tous les candidats doivent être résidents enregistrés au Pays basque, ou prouver que leur dernière domiciliation administrative se trouvait sur le territoire basque s'ils sont expatriés,.

### Répartition des sièges
Le Parlement est élu au scrutin proportionnel d'Hondt. La répartition des sièges est opérée de la manière suivante : 
- les listes sont classées par ordre décroissant selon le nombre de votes obtenus ;
- le nombre de votes de chaque liste est divisé par 1, puis 2, puis 3... jusqu'au nombre total de sièges à pourvoir ;
- les sièges sont attribués aux quotients les plus élevés, toutes listes confondues, par ordre décroissant jusqu'au dernier siège à pourvoir

Seules les listes ayant remporté au moins 5 % des suffrages exprimés dans la circonscription concernée, ce qui exclut les votes nuls et les votes blancs, participent à cette répartition.

## Campagne

### Forces politiques
| Force politique | Force politique                                                                                    | Force politique                                                                                    | Force politique | Chef de file                      | Idéologie                                                                          | Résultats en 1980           |
| --------------- | -------------------------------------------------------------------------------------------------- | -------------------------------------------------------------------------------------------------- | --------------- | --------------------------------- | ---------------------------------------------------------------------------------- | --------------------------- |
|                 | Parti nationaliste basque (eu) Euzko Alderdi Jeltzalea (es) Partido Nacionalista Vasco             | Parti nationaliste basque (eu) Euzko Alderdi Jeltzalea (es) Partido Nacionalista Vasco             | EAJ-PNV         | Carlos Garaikoetxea (Lehendakari) | Centre Nationalisme basque, démocratie chrétienne                                  | 38,10 % des voix 25 députés |
|                 | Herri Batasuna Unité populaire                                                                     | Herri Batasuna Unité populaire                                                                     | HB              | –                                 | Extrême gauche Indépendantisme, socialisme révolutionnaire, nationalisme de gauche | 16,55 % des voix 11 députés |
|                 | Parti socialiste du Pays basque-PSOE (es) Partido Socialista de Euskadi-PSOE                       | Parti socialiste du Pays basque-PSOE (es) Partido Socialista de Euskadi-PSOE                       | PSE-PSOE        | Txiki Benegas                     | Centre gauche Social-démocratie, progressisme                                      | 14,21 % des voix 9 députés  |
|                 | Euskadiko Ezkerra Gauche basque                                                                    | Euskadiko Ezkerra Gauche basque                                                                    | EE              | Juan María Bandrés (es)           | Gauche Socialisme, nationalisme basque                                             | 9,82 % des voix 6 députés   |
|                 | Coalition populaire (es) Coalición Popular                                                         | Coalition populaire (es) Coalición Popular                                                         | AP-PDP-UL       | Jaime Mayor Oreja                 | Centre droit à droite Conservatisme, démocratie chrétienne, libéralisme            | 4,77 % des voix 2 députés   |
|                 | Alliance populaire                                                                                 | | AP-PDP-UL       | Jaime Mayor Oreja                 | Centre droit à droite Conservatisme, démocratie chrétienne, libéralisme            | 4,77 % des voix 2 députés   |
|                 | Parti démocrate populaire                                                                          | | AP-PDP-UL       | Jaime Mayor Oreja                 | Centre droit à droite Conservatisme, démocratie chrétienne, libéralisme            | 4,77 % des voix 2 députés   |
|                 | Union libérale                                                                                     | | AP-PDP-UL       | Jaime Mayor Oreja                 | Centre droit à droite Conservatisme, démocratie chrétienne, libéralisme            | 4,77 % des voix 2 députés   |
|                 | Parti communiste du Pays basque (es) Partido Comunista de Euskadi (eu) Euskadiko Partidu Komunista | Parti communiste du Pays basque (es) Partido Comunista de Euskadi (eu) Euskadiko Partidu Komunista | PCE-EPK         | Roberto Lertxundi (es)            | Gauche Communisme, marxisme-léninisme, républicanisme                              | 4,02 % des voix 1 député    |

## Résultats

### Total régional
| Représentation en hémicycle sur un axe gauche-droite du résultat. |                                                            |           |       |       |        |               |
| Partis                                                            | Partis                                                     | Voix      | %     | +/-   | Sièges | +/-           |
|                                                                   | Parti nationaliste basque (EAJ-PNV)                        | 451 178   | 42,01 | 3,91  | 32     | 7             |
|                                                                   | Parti socialiste du Pays basque-PSOE (PSE-PSOE)            | 247 786   | 23,07 | 8,86  | 19     | 10            |
|                                                                   | Union populaire (HB)                                       | 157 389   | 14,65 | 1,9   | 11     | en stagnation |
|                                                                   | Coalition populaire (AP-PDP-UL)                            | 100 581   | 9,36  | 4,59  | 7      | 5             |
|                                                                   | Euskadiko Ezkerra (EE)                                     | 85 671    | 7,98  | 1,84  | 6      | en stagnation |
|                                                                   | Parti communiste du Pays basque (PCE-EPK)                  | 14 985    | 1,40  | 2,62  | 0      | 1             |
|                                                                   | Auzolan (es)                                               | 10 714    | 1,00  | Nv.   | 0      | en stagnation |
|                                                                   | Candidature socialiste indépendante (CSI)                  | 2 507     | 0,23  | Nv.   | 0      | en stagnation |
|                                                                   | Parti socialiste des travailleurs (PST) (es)               | 2 173     | 0,20  | 0,03  | 0      | en stagnation |
|                                                                   | Parti communiste d'Espagne (marxiste-léniniste) (PCE(M-L)) | 1 044     | 0,10  | Nv.   | 0      | en stagnation |
|                                                                   | Union du centre démocratique (UCD)                         | [ a ]     | [ a ] | [ a ] | [ a ]  | 6             |
|                                                                   |                                                            |           |       |       |        |               |
| Votes exprimés                                                    | Votes exprimés                                             | 1 074 028 | 98,96 |       |        |               |
| Votes blancs                                                      | Votes blancs                                               | 5 029     | 0,46  |       |        |               |
| Votes nuls                                                        | Votes nuls                                                 | 6 247     | 0,58  |       |        |               |
| Total                                                             | Total                                                      | 1 085 304 | 100   | –     | 75     | 15            |
| Abstentions                                                       | Abstentions                                                | 499 236   | 31,51 |       |        |               |
| Inscrits / Participation                                          | Inscrits / Participation                                   | 1 584 540 | 68,49 |       |        |               |

### Par circonscription
|             |             |         |         |        |               |         |         |        |       |         |         |        |               |  |  |  |  |
| Sièges      | Sièges      | 25      | 25      | 25     | 5             | 25      | 25      | 25     | 5     | 25      | 25      | 25     | 5             |  |  |  |  |
|             |             |         |         |        |               |         |         |        |       |         |         |        |               |  |  |  |  |
|             |             | Nombre  | Nombre  | %      | %             | Nombre  | Nombre  | %      | %     | Nombre  | Nombre  | %      | %             |  |  |  |  |
| Inscrits    | Inscrits    | 188 466 | 188 466 | 100    | 100           | 881 843 | 881 843 | 100    | 100   | 514 231 | 514 231 | 100    | 100           |  |  |  |  |
| Abstentions | Abstentions | 61 832  | 61 832  | 32,81  | 32,81         | 279 916 | 279 916 | 31,74  | 31,74 | 157 488 | 157 488 | 30,63  | 30,63         |  |  |  |  |
| Votants     | Votants     | 126 634 | 126 634 | 67,19  | 67,19         | 601 927 | 601 927 | 68,26  | 68,26 | 356 743 | 356 743 | 69,37  | 69,37         |  |  |  |  |
| Nuls        | Nuls        | 1 011   | 1 011   | 0,80   | 0,80          | 3 235   | 3 235   | 0,54   | 0,54  | 2 001   | 2 001   | 0,56   | 0,56          |  |  |  |  |
| Blancs      | Blancs      | 1 001   | 1 001   | 0,79   | 0,79          | 2 641   | 2 641   | 0,44   | 0,44  | 1 387   | 1 387   | 0,39   | 0,39          |  |  |  |  |
| Exprimés    | Exprimés    | 124 622 | 124 622 | 98,41  | 98,41         | 596 051 | 596 051 | 99,02  | 99,02 | 353 355 | 353 355 | 99,05  | 99,05         |  |  |  |  |
|             |             |         |         |        |               |         |         |        |       |         |         |        |               |  |  |  |  |
| Partis      | Partis      | Voix    | %       | Sièges | +/−           | Voix    | %       | Sièges | +/−   | Voix    | %       | Sièges | +/−           |  |  |  |  |
|             | EAJ-PNV     | 44 583  | 35,77   | 9      | 2             | 261 911 | 43,94   | 12     | 3     | 144 684 | 40,95   | 11     | 2             |  |  |  |  |
|             | PSE-PSOE    | 31 485  | 25,26   | 7      | 4             | 138 093 | 23,17   | 6      | 3     | 78 208  | 22,13   | 6      | 3             |  |  |  |  |
|             | HB          | 13 539  | 10,86   | 3      | en stagnation | 77 407  | 12,99   | 3      | 1     | 66 443  | 18,80   | 5      | 1             |  |  |  |  |
|             | AP-PDP-UL   | 20 380  | 16,35   | 4      | 3             | 56 207  | 9,43    | 2      | 1     | 23 994  | 6,79    | 1      | 1             |  |  |  |  |
|             | EE          | 9 633   | 7,73    | 2      | en stagnation | 44 500  | 7,47    | 2      | 1     | 31 538  | 8,93    | 2      | 1             |  |  |  |  |
|             | PCE-EPK     | 1 127   | 0,90    | 0      | en stagnation | 10 611  | 1,78    | 0      | 1     | 3 247   | 0,92    | 0      | en stagnation |  |  |  |  |
|             | UCD         |         |         |        | 4             |         |         |        | 1     |         |         |        | 1             |  |  |  |  |
|             | Autres      | 3 875   | 3,11    |        |               | 7 322   | 1,19    |        |       | 5 241   | 1,48    |        |               |  |  |  |  |

## Analyse

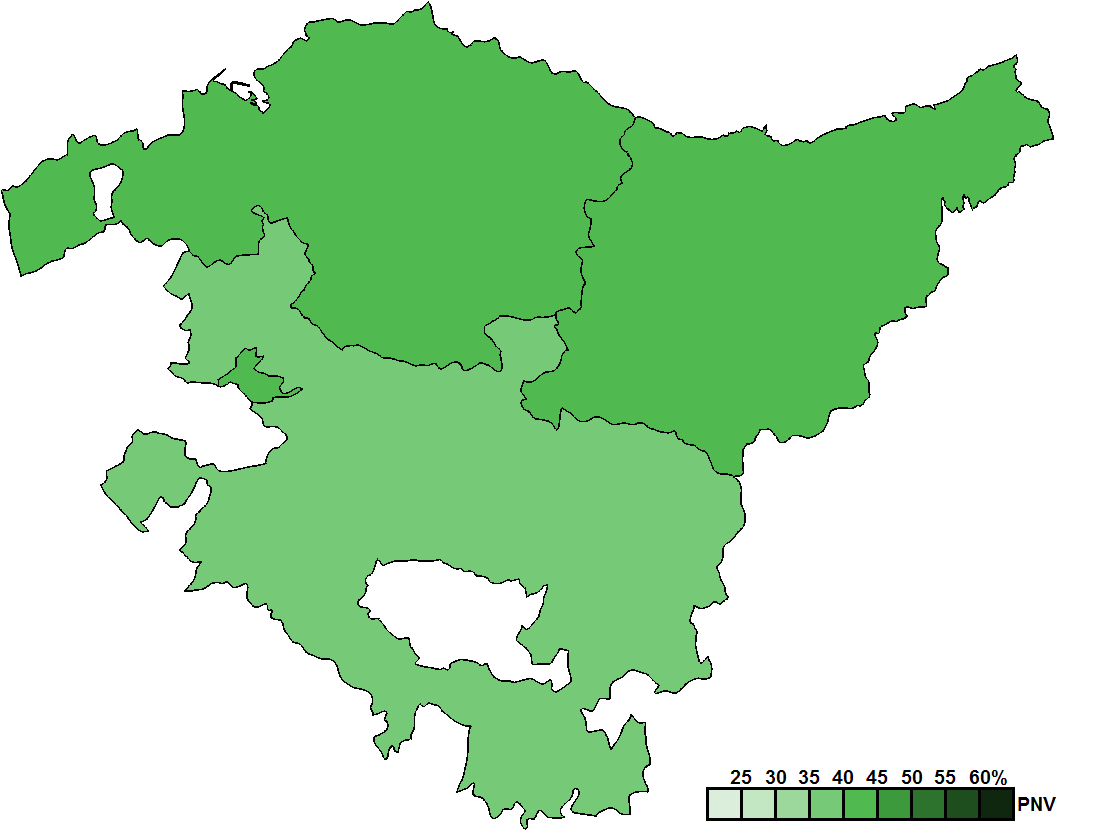
Parti arrivé en tête par circonscription et intensité de son score.

Le scrutin est marqué par une participation élevée, la troisième plus importante au Pays basque depuis les débuts de la Transition démocratique et supérieure de l'ordre de neuf points à celle enregistrée lors du scrutin précédent.
Cette forte affluence aux urnes, souhaitée par tous les dirigeants politiques comme une réponse au terrorisme après l'assassinat du sénateur socialiste Enrique Casas (es), profite principalement au Parti socialiste (PSE-PSOE) et à la Coalition populaire (CP). Cette forte progression des socialistes et des conservateurs espagnols met ainsi à mal le discours des nationalistes d'une supposée hégémonie de leur part au sein de la société basque selon La Vanguardia. Faisant une lecture du résultat sur le plan idéologique, ABC souligne que les résultats montrent une victoire des partis de centre droit.
Bien qu'en progression, le Parti nationaliste basque (EAJ-PNV) est victime de l'augmentation du nombre de députés qu'il avait promue dans la loi électorale et échoue à conquérir la majorité absolue, que ce soit sur le nombre total de députés ou sur leur nombre effectif, retranché des absences d'Herri Batasuna (HB). Le Parti nationaliste fait donc mentir les sondages, qui lui attribuaient un groupe parlementaire plus important. Si Batasuna et Euskadiko Ezkerra (EE) maintiennent le même nombre d'élus qu'en 1980, leur représentation diminue en raison de la nouvelle composition en sièges du Parlement.

## Conséquences
Dans la perspective de son investiture, Carlos Garaikoetxea organise deux séries de rencontres avec le Parti socialiste, la Coalition populaire et Euskadiko Ezkerra dans la première quinzaine de mars. Le 11 avril 1984, après avoir prononcé sa déclaration de politique générale, il échoue à remporter l'investiture avec 32 voix pour et 32 votes blancs, les 11 députés d'Herri Batasuna boycottant les travaux parlementaires. Il est finalement lehendakari pour un deuxième mandat lors du deuxième vote, organisé le 12 avril, avec les mêmes résultats.